# Otto Heinrich von Gemmingen-Hornberg
Otto Heinrich von Gemmingen-Hornberg, noto anche come Heinrich von Gemmingen o con lo pseudonimo di O. H. Edler von Hoffenheim (Heilbronn, 5 novembre 1755 – Heidelberg, 3 marzo 1836), è stato un nobile, diplomatico, scrittore, drammaturgo, giornalista, editore e massone tedesco. Illuminista, fu amico intimo di Wolfgang Amadeus Mozart col quale collaborò, supportandolo anche finanziariamente, e che probabilmente avviò alla massoneria

## Biografia

### Origini e primi anni
Otto Heinrich von Gemmingen-Hornberg nacque nella libera città imperiale di Heilbronn, dove i suoi genitori si trovavano a risiedere al momento della sua nascita. Suo padre, pure chiamato Otto Heinrich von Gemmingen (1727–1790), era giudice del Reichskammergericht di Wetzlar, e fu in questa città che il piccolo Otto trascorse i primi dieci anni della sua vita, venendo istruito da suo padre, probabilmente con l'aiuto di un tutore privato.
Sua madre, Marie Elis von Gemmingen-Hornberg (1723-1775), già vedova del conte Ambrosius Franz von Virmont, era figlia di Johann Hermann Franz von Nesselrode.
Dopo la morte di suo nonno, suo padre rinunciò al suo lavoro di giudice e nel 1766 si trasferì con tutta la famiglia nuovamente a Heilbronn, conducendo una vita da aristocratici tra feste e concerti. Fu in questo contesto che il giovane Otto Heinrich si recò per la prima volta al teatro nella "Komödiensaal" del municipio cittadino, presenziando alle rappresentazioni di Lessing, Schiller, Shakespeare e altri commediografi. Suo padre, che lo voleva destinare alla carriera politica o diplomatica, continuò a indirizzarlo verso studi più di settore come l'apprendimento della lingua francese e rudimenti di giurisprudenza, pur senza tralasciare del resto la letteratura e la musica. Otto Heinrich si servì avidamente a tale scopo non solo della vasta biblioteca paterna, ma anche della biblioteca pubblica della città, dove comunque si interessò sempre più alla musica. Divenne molto competente nel violoncello e nel pianoforte, strumenti che adorava. Era un frequentatore abituale della casa di Gottlob Moriz Christian von Wacks, a lungo sindaco di Heilbronn, la cui moglie, Charlotte Sophie von Wacks, era una grande amante delle arti e risultò fondamentale anche nella formazione di Otto Heinrich. Durante gli anni della giovinezza Otto Heinrich ebbe anche una breve ma intensa storia d'amore con Lotte, figlia di un uomo d'affari di Heilbronn. Il suo mentore artistico, Charlotte Sophie von Wacks, si frappose in questa relazione pensando che essa avrebbe finito per distrarre eccessivamente l'educazione di Otto Heinrich, il cui padre venne prontamente informato della faccenda e inviato lontano per motivi di studio. Heinrich von Gemmingen riprenderà quest'esperienza personale nella sua opera drammatica "Der deutsche Hausvater".

### Gli anni a Mannheim
Quando aveva appena 19 anni venne inviato a Mannheim per proseguire i suoi studi di giurisprudenza, pur facendo frequentemente ritorno a Heilbronn dove incominciò a interessarsi attivamente alle produzioni teatrali della città. Per quanto riguarda il mondo del teatro, l'atmosfera a Mannheim era senz'altro meno confortevole che nella più provinciale Heilbronn, e mancava di una adeguata promozione in tal senso dal momento che il principe locale non ne era amante né mecenate. L'amore di Gemmingen per il teatro continuò a ogni modo negli anni, anche a Mannheim. La posizione della città tedesca, posta lungo il Reno, uno dei fiumi più importanti d'Europa, lo mise in contatto con i pensieri dell'illuminismo. Seppe farsi strada velocemente nella società di Mannheim e, dopo appena sei mesi, venne nominato ciambellano, anche se non mostrò mai una particolare tendenza alla vita di corte. Quando la corte locale lasciò Mannheim per Monaco nel 1778 dopo che Carlo Teodoro, il principe elettore, ebbe ereditato l'intero dominio della Baviera, Otto Heinrich lasciò i propri incarichi a corte. Nel frattempo, Gemmingen continuò a leggere e ad acculturarsi, cogliendo tutte le opportunità culturali a Mannheim e nella vicina Schwetzingen. Manifestò un grande interesse nel recupero della lingua tedesca nell'opera. Fu probabilmente in questo periodo che prese la decisione di dedicarsi al teatro in maniera intensiva, come scrittore, credendo fermamente che il teatro avrebbe potuto, nell'ottica del pensiero illuminista, liberare l'uomo dall'ignoranza.
Nel frattempo, nel 1777 o poco dopo, divenne Hofkammerrat a Mannheim, fatto che cementò le sue relazioni in società e gli diede la supervisione sull'educazione e sulle scuole della città, oltre che sul Teatro Nazionale di Mannheim (incarico da poco lasciato libero dal licenziatario Gotthold Ephraim Lessing). Questa posizione giunse a fruttargli 950 Gulden al mese più le eventuali provvigioni.

### L'amicizia con Mozart
Mozart giunse a Mannheim per la sua seconda visita alla città il 30 ottobre 1777. Gemmingen e il compositore austriaco si incontrarono ben presto. Essi condividevano l'amore per la musica e la passione per il teatro. Assieme lavorarono all'opera Semiramide, opera poi perduta (e probabilmente mai terminata). Mozart menziona Gemmingen molte volte nelle sue lettere al padre, dove scrive appunto anche del lavoro che i due stavano conducendo sulla Semiramide dove l'opera viene descritta dapprima come una vera e propria "opera" e poi come un "duodrama". Durante i mesi successivi, Mozart e Gemmingen vennero visti spesso insieme, ad esempio alle prove del Günter von Schwarzburg di Ignaz Holzbauer. I due si trovavano insieme il 6 novembre 1777 quando Mozart venne presentato a Carlo Teodoro di Baviera e nuovamente il 3 dicembre quando Mozart diede lezioni ai quattro figli legittimati del principe elettore. Pur essendo membro dell'influente "Kurpfälzischen Deutschen Gesellschaft" ("Società tedesca del Palatinato") solo dal 1776, Gemmingen era ben noto agli altri soci, e per questo egli fu in grado di introdurvi anche Mozart col quale discusse spesso sulla necessità di promuovere la lingua tedesca a scapito del francese e dell'italiano che erano le lingue più utilizzate nell'opera dell'epoca.
Il 15 marzo 1778 Mozart intraprese il viaggio verso Parigi accompagnato da sua madre. Il compositore austriaco, che già era stato costretto a vendere la carrozza su cui viaggiava per pagarsi il viaggio, ricevette da Gemmingen in dono la somma di tre "Luigi d'oro", "per ripagarlo della spesa di composizione" di un quartetto recentemente realizzato.

### Il teatro nazionale
Nel frattempo, il progetto che Gemmingen aveva in mente per un teatro nazionale diveniva sempre più una realtà e il 1º settembre 1778 Wolfgang Heribert von Dalberg venne nominato intendente del Teatro Nazionale di Mannheim. Per influsso di Gemmingen venne creata una compagnia teatrale permanente capeggiata da August Wilhelm Iffland. La prima produzione venne presentata il 7 ottobre 1779 e nel giro di pochi anni Mannheim divenne una delle principali città teatrali della Germania. La première de I masnadieri di Friedrich Schiller del 13 gennaio 1782 fu un grandioso successo di pubblico, lanciando a livello internazionale la carriera del suo autore. Il successo ricadde anche sul Teatro Nazionale stesso e sulla sua élite intellettuale e culturale e, di riflesso, anche su Gemmingen, il quale iniziò a lavorare a una propria opera da far rappresentare.
Nel frattempo, all'inizio di luglio del 1778, a Gemmingen pervenne la notizia che la madre di Mozart era morta improvvisamente accompagnando il figlio a Parigi. Mozart fece quindi ritorno a Mannheim dove Gemmingen lo accolse a braccia aperte e dove gli mostrò l'ultimo lavoro che aveva da poco terminato, una traduzione del Pigmalione di Rousseau, e discusse con il compositore austriaco una sua possibile traduzione del Riccardo III di Shakespeare. A ogni modo, Mozart ricevette una lettera minacciosa del padre, datata 9 dicembre 1778, con la quale egli gli intimava di fare ritorno a Vienna con urgenza.

### Il successo con "Hausvater"
(Lettera di Schiller all'intendente del Teatro Nazionale di Mannheim)

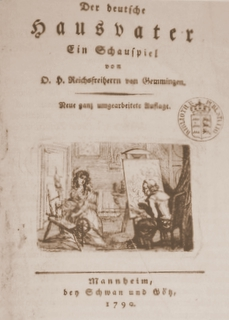
Copertina della prima edizione dell' "Hausvater" di Gemmingen

Nel 1779 Gemmingen rivisitò la travagliata storia d'amore della sua giovinezza nell'opera "Der deutsche Hausvater" ("Il padre di famiglia tedesco"). Il dramma venne letto nell'autunno di quell'anno in anteprima alla "Kurpfälzischen Deutschen Gesellschaft". L'opera era, forse non del tutto inconsciamente, politica, denunciando le divisioni presenti tra aristocrazia e borghesia, e il trattamento che in entrambe le classi i figli dovevano subire da parte dei loro padri-padroni.
Il manager degli attori Friedrich Ludwig Schröder (che poi divenne amico personale di Gemmingen), immediatamente accettò di far rappresentare il dramma dai suoi attori, e presiedette alla prima ad Amburgo il 4 ottobre 1779. Nel giro di pochi mesi "Der deutsche Hausvater" venne rappresentato a Monaco di Baviera, Amburgo, Berlino, Vienna, Praga e in molte altre città dell'Impero. L'opera venne persino tradotta in italiano. Friedrich Schiller, la cui opera successiva Intrigo e amore venne chiaramente influenzata dal "Hausvater", scrisse spesso a Wolfgang Heribert von Dalberg nel Teatro Nazionale vantando le doti dell'autore del dramma.

### La massoneria
È pensiero comune che Gemmingen avesse aderito alla massoneria attorno al 1779 quando aveva 24 anni. Quello che si sa per certo è che egli avesse dei legami con diverse logge massoniche, non solo a Mannheim, ma anche a Heidelberg, Worms e Vienna. Fu probabilmente lui a introdurre il giovane Mozart alla massoneria mentre il compositore si trovava a Mannheim, anche se non vi è prova concreta di questa affermazione. Gemmingen divenne probabilmente membro della loggia "Carl zur Eintracht" di Mannheim nel 1779, ovvero 23 anni dopo esservi giunto, la quale si trovava sotto la diretta giurisdizione della gran loggia di Prussia. Nel 1782 aveva già raggiunto la qualifica di "maestro" al momento del suo trasferimento a Vienna in quanto dal 1782 al 1787 figurava già tra i principali massoni della nuova città.

### Matrimonio

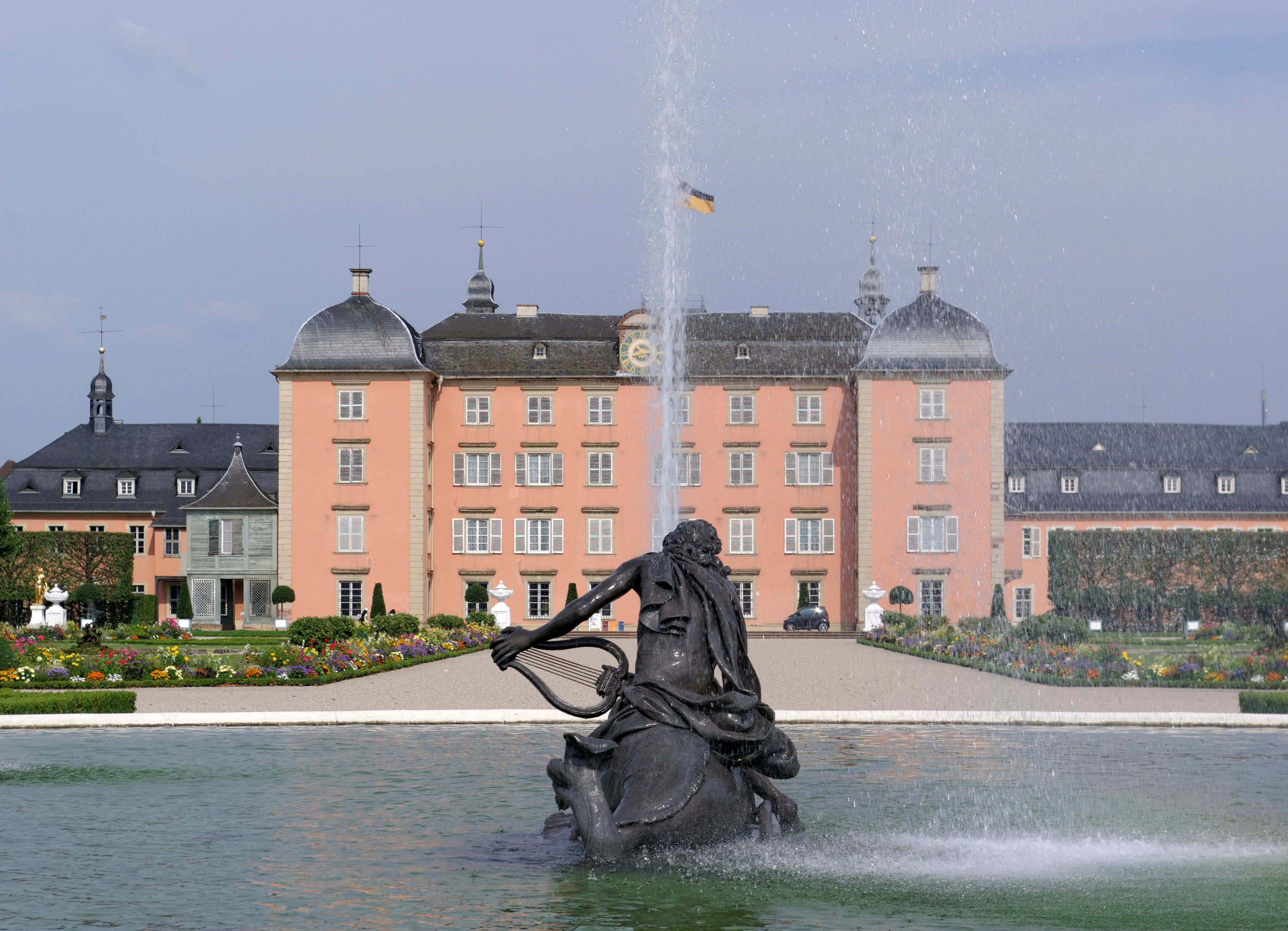
Il castello di Schwetzingen dove Otto Heinrich risiedeva con la corte all'epoca del suo matrimonio

Gemmingen quando prese lavoro a corte doveva quotidianamente recarsi al castello di Schwetzingen, e pertanto decise di prendere delle camere a palazzo "per ragioni di economia" (come ebbe a scrivere al padre). Egli era pertanto a cena ogni giorno con il principe-elettore e l'elettrice Elisabetta Augusta del Palatinato-Sulzbach, accompagnata dalle sue dame di compagnia. Una di queste, la contessa Carlotta von Sicklingen (1756–1826) attrasse la sua attenzione e la coppia si sposò l'8 settembre 1779. Poco dopo la coppia si separò per breve tempo a causa dello spostamento della corte a Monaco di Baviera dopo l'acquisizione del trono di Baviera da parte di Carlo Teodoro. Gemmingen decise a quel punto di spostarsi con la corte. La moglie dell'elettore rimase a ogni modo a Mannheim, assieme alle sue dame di compagnia.
A Monaco, Gemmingen supervisionò le produzioni locali de "L'eredità" e de "Il padre di casa tedesco" che era necessario adattare per il nuovo pubblico. A ogni modo, nel 1780 fu in grado di tornare a Mannheim per la nascita del suo primogenito.

### Lo spostamento a Vienna: gli anni dell'Illuminismo
Nel 1781 il principe-elettore decise di trasferire la supervisione del sistema scolastico statale da Gemmingen alla chiesa cattolica locale, ostacolando così le ambizioni dello stesso Gemmingen di implementare i valori dell'Illuminismo in Baviera. Gemmingen si licenziò quindi dal proprio incarico e si spostò a Vienna dove sperava di avere a disposizione delle condizioni più favorevoli per lavorare. Nel novembre del 1780 Giuseppe II del Sacro Romano Impero aveva iniziato il suo governo così intriso di ideali illuministici da oscurare il conservatorismo pragmatico del governo di sua madre. A Vienna, Gemmingen venne accolto positivamente e non è da escludere che l'amico Mozart gli avesse preparato il terreno per la sua venuta. Non a caso egli riuscì in breve tempo a guadagnarsi l'accesso al palazzo della principessa del Liechtenstein, la quale era un'eminenza tra i circoli letterari e musicali della città. La sua casa era frequentata dai migliori rappresentanti della nobiltà austriaca, scrittori e musicisti. Lo stesso imperatore, spesso in incognito, era uno dei frequentatori del suo salotto.
Friederich Münter scrisse che Gemmingen "era molto influente [in società] per i suoi legami con il principe Kaunitz, con Swieten e la principessa del Liechtenstein". Sostenuto da altri massoni austriaci, Gemmingen tentò di sostenere apertamente la politica di riforme di Giuseppe II, redigendo articoli per i giornali "Weltmann" e "Wahrheiten", organo d'informazione quest'ultimo di cui divenne anche l'editore nel 1783. Pur con questa nuova carica, continuò a redigere personalmente degli articolo, utilizzando lo pseudonimo di "O. H. Edler von Hoffenheim", in riferimento al castello di Hoffenheim che suo padre aveva ereditato nel 1781. Sul suo giornale non mancavano i contributi di altri scrittori massoni, attraverso i quali passavano le idee degli "Illuminati". Queste pubblicazioni, a ogni modo, gli attirarono l'ostilità dei circoli aristocratici e, ancor più, di quelli della chiesa cattolica. Uno degli articoli più problematici che egli scrisse in prima pagina aveva per titolo "Dabei schaffe sich der Mensch zwischen sich und Gott Mittelwesen, wobei er über diese Gott vergisst" ("Così la mente umana crea degli intermediari, dimenticandosi di Dio"). Un altro era titolato "Schutzpatrone, Heilige überhaupt und besonders Maria: Was sind dies anderes als Mittelwesen? … Noch ein allgemeiner Zug des Aberglaubens ist die übertriebene Verehrung des Priestertum." ("Protettori, santi in generale e la Beata Vergine Maria in particolare: questi non sono che intermediari - un pretesto in più per onorare eccessivamente il clero").

### La massoneria a Vienna e le divisioni
Durante il periodo di Gemmingen a Vienna, l'energica comunità massonica della città era in aperta lotta col movimento di "Stretta Osservanza" a cui Gemmingen si opponeva per l'eccessivo ruolo che esso attribuiva al "misticismo occulto". Gemmingen supportò quindi la creazione di una nuova loggia massonica, con l'intento di rispettare e far rispettare i vecchi obblighi pur differenziandoli tra i differenti ranghi degli aderenti, importandovi a ogni modo i valori dell'Illuminismo e il supporto alle riforme dell'imperatore. Gemmingen divenne egli stesso membro di questa nova loggia che traeva il proprio essere dalla Loggia della vera concordia.
Poco dopo, divenne segretario della loggia per Vienna, col mandato di redigere una bozza di statuto costitutivo. Fu sulla base di questi statuti che il 22 aprile 1784 nacque la Gran Loggia Austriaca sotto la leadership del principe di Dietrichstein. Ancora una volta Gemmingen aveva saputo distinguersi e alla fine del 1784, la loggia comprendeva già 40 membri grazie anche al suo instancabile lavoro di promozione degli ideali che l'avevano fondata. Egli riuscì ancora una volta a convincere Mozart a entrare a far parte di questa organizzazione.

### La battuta d'arresto
Dopo la sua nomina a capo editore del giornale "Wöchentlichen Wahrheiten für und über die Prediger in Wien" ("Verità settimanali sui predicatori a Vienna") nel 1783 e, quasi nel contempo, a direttore del "Der Weltmann", dove pure si discuteva di questioni ecclesiastiche, Gemmingen si trovò a dover affrontare gli attacchi di Leopold Alois Hoffmann, fondatore del "Wöchentlichen Wahrheiten" e predecessore di Gemmingen al ruolo di capo editore. Secondo i suoi detrattori, gli editoriali scritti di Gemmingen sembravano "dettati dall'alto", con un chiaro riferimento alla politica dell'imperatore che egli supportava. Per contro suo, Gemmingen accusò Hoffmann di aver sfruttato la sua influenza durante il periodo in cui egli era segretario di Gemmingen e l'amicizia di Gottfried van Swieten per ottenere una cattedra da professore presso l'Università di Pest. Era a ogni modo risaputo quanto Hoffmann fosse inviso alla massoneria. È probabile che la sua ostilità verso Gemmigen fosse dovuta in parte alla sua visione negativa del movimento massonico in generale, oltre che per motivi personali, tra cui ad esempio il fatto che dopo la chiusura del "Wöchentlichen Wahrheiten" il 10 giugno 1784, Gemmingen non poté più giustificare (o sostenere economicamente) la posizione lavorativa di Hoffmann come suo segretario, e pertanto gli attacchi di Hoffmann furono giustificati dal suo licenziamento.
Dal 1783 o anche prima, nella mente di Gemmingen stava già balenando l'idea di un giornale politico settimanale di cui egli sarebbe stato il responsabile, diretto ai membri dell'aristocrazia, ma si accorse che esso era evidentemente rivolto a un pubblico troppo ristretto e per questo, nel 1784, lanciò il "Magazin für Wissenschaften und Literature" ("Giornale di Scienze e Letteratura"), rivolto più che altro alla nuova borghesia viennese. A ogni modo, dal 1785 abbandonò anche questo progetto, non essendo riuscito ad attrarre l'interesse dei suoi lettori, secondo alcuni commentatori, per essersi "spinto troppo in alto" con le considerazioni giornalistiche. Nel 1784 le pressioni finanziarie e i debiti accumulati spinsero Gemmingen a provare a ottenere una posizione a corte, ma non vi riuscì. Poco dopo, il 22 agosto 1784, venne posto sotto sorveglianza dalla polizia imperiale e i suoi scritti vennero sottoposti a censura per la prima volta. Fece ancora un tentativo per lanciare un giornale a sfondo popolare, col titolo "Effemeridi di Vienna", ma anche questo chiuse nel 1787, l'anno nel quale lasciò Vienna.
La partenza di Gemmingen da Vienna è da ricercarsi in una serie di motivazioni: i troppi nemici fattisi in città, ragioni finanziarie e sicuramente anche i debiti accumulati da suo cognato, Franz von Sickingen.

### L'eredità
Il padre di Gemmingen morì il 3 febbraio 1790 ed egli si spostò con la sua famiglia nella tenuta di Hoffenheim, a metà strada tra Heidelberg e Heilbronn. Sei settimane più tardi, il 26 marzo 1790, emise un documento per i suoi lavoranti con istruzioni precise che risentivano degli ideali dell'Illuminismo che aveva respirato nella capitale austriaca. Poco si sa di questa "ordinanza Hoffenheim", ma quel che è certo è che alla fine del 1790 Gemmingen aveva già venduto la sua residenza al fratello minore, Sigmund, per 40.000 gulden. L'11 maggio 1791 acquistò una residenza più piccola nella vicina Maudach, sulle rive del Reno, per 36.000 gulden. In un'epoca senza ferrovie o strade a scorrimento veloce, il fiume rappresentava la via di trasporto più veloce più semplice; egli aveva inoltre il vantaggio di trovarsi a meno di un'ora di viaggio da Mannheim, Heidelberg, Schwetzingen e Spira. Gemmingen si spostò con tutta la sua famiglia nella nuova residenza, trascorrendo del tempo anche a Mannheim sulla riva opposta. A ogni modo, nel 1795, la Rivoluzione Francese con le sue armate giunse sino alla sua residenza di Maudach, danneggiandola pesantemente e saccheggiando parte della sua collezione di libri antichi. Egli scambiò quindi col cognato Franz von Sickingen la proprietà di Maudach con la residenza di Mühlbach, non lontano da Karlstadt am Main, in una posizione meno esposta alle scorribande degli eserciti, che questi aveva ereditato tramite la moglie.

### Il ritorno a Vienna
Nel 1799 Gemmingen venne inviato in una missione speciale a Vienna per conto di Carlo Federico di Baden. Nella capitale austriaca, dalla quale mancava da qualche anno, venne accolto freddamente. I principali idealisti dell'Illuminismo avevano perso gran parte del loro zelo con la Rivoluzione Francese, l'imperatore Giuseppe II era morto nel 1790 e il suo amico Mozart l'anno dopo; malgrado ciò erano in molti ancora a ricordare Gemmingen, al punto che le sue abilità diplomatiche gli valsero poco dopo il riconoscimento della corte. Il margravio di Baden rimase colpito dai suoi risultati e lo nominò plenipotenziario permanente alla corte di Vienna, ricevendo uno stipendio annuo di 22.000 gulden.
Con la decisiva vittoria di Napoleone ad Austerlitz, il Baden beneficiò largamente del favore dell'imperatore francese, vedendosi ampliare notevolmente il proprio territorio e divenendo Granducato di Baden; Gemmingen ebbe un ruolo fondamentale anche in queste operazioni.

### Gli ultimi anni
Dopo il 1806, Gemingen fece ritorno a Mühlbach con la sua famiglia, trascorrendo gli ultimi tre decenni della sua vita lontano dalla vita pubblica e in crescente povertà, acuita soprattutto dalla vita oltre le righe condotta da suo cognato, che da lui era finanziariamente dipendente. Egli tentò a questo punto di incrementare le sue entrate, diminuendo la pars massaricia spettante ai suoi contadini nei contratti di lavoro; poco dopo, Gemmingen venne costretto a rivedere i contratti di lavoro sottoscritti coi suoi dipendenti. Nel 1817, dovette vendere la tenuta di Mühlbach e si spostò per breve tempo a Hoffenheim, e poi a Heidelberg dove, nel 1819, venne obbligato a dichiarare bancarotta. I suoi debiti avevano ormai raggiunto i 200.000 gulden e l'Alta Corte di Mannheim venne chiamata a intervenire. Sua moglie morì nel 1826, ma egli le sopravvisse ancora per dieci anni, ormai completamente impoverito. Mantenne tra le sue proprietà unicamente una piccola parte della sua collezione di libri.

## Discendenza
Dal suo matrimonio nel 1779 con la contessa Maria Karoline Charlotte von Sickingen (1756–1826), nacquero i seguenti figli:
- Karl Theodor Joseph (1780–1849), sposò Anna Wehr († 1846), senza discendenti; i beni della famiglia passarono alla famiglia Treschklinger
- Elisabetha († 1857)
- Johanna († 1823), sposò il barone Andreas von Recum
- Reinhard (1792–1812), tenente dell'esercito di Würzburg, nella guarnigione della fortezza di Modlin
- Marie Antonie († 1835)
- Auguste († 1857), rimase nubile e si prese cura del padre in età avanzata
- Therese, viveva col padre e la sorella

## Opere principali
- ? Sidney und Silly
- 1778 Traduzione del Pigmalione di Rousseau
- 1778 Traduzione del Riccardo III di Shakespeare
- 1778 con Mozart, Semiramide, oggi perduta
- 1779 Die Erbschaft, dramma
- 1779 Der deutsche Hausvater, dramma (digitalised)
- 1781 Traduzione di Allegro und Penseroso di J. Milton
- 1782 Der Weltmann
- 1782 Riccardo II